# Tambana subflava
Tambana subflava är en fjärilsart som beskrevs av Alfred Ernest Wileman 1911. Tambana subflava ingår i släktet Tambana och familjen Pantheidae. Inga underarter finns listade i Catalogue of Life.